# Gāvīneh Rūd
Gāvīneh Rūd (persiska: گاوینه رود) är en ort i Iran.   Den ligger i provinsen Östazarbaijan, i den nordvästra delen av landet, 400 km nordväst om huvudstaden Teheran. Gāvīneh Rūd ligger 1 532 meter över havet och antalet invånare är 415.
Terrängen runt Gāvīneh Rūd är huvudsakligen kuperad, men åt sydost är den platt.Runt Gāvīneh Rūd är det ganska glesbefolkat, med 40 invånare per kvadratkilometer. Närmaste större samhälle är Torkmanchay, 14,1 km väster om Gāvīneh Rūd. Trakten runt Gāvīneh Rūd består i huvudsak av gräsmarker.